# 埃尔蓬特-德尔阿索维斯波
埃尔蓬特-德尔阿索维斯波（西班牙語：El Puente del Arzobispo）是西班牙卡斯蒂利亚-拉曼恰托莱多省的一个市镇。总面积1平方公里，总人口1483人（2001年），人口密度1483人/平方公里。